# گله‌ماهی
گَلّه‌ماهی (نام علمی: Fundulus heteroclitus) نام یک گونه از سرده گلمیخ‌ماهی است. گله‌ماهی از کپوردندان‌های تخم‌گذار کوچک است که در کرانه‌های اقیانوس اطلس در ایالات متحده و کانادا زندگی می‌کند.
در زبان سرخ‌پوستان ناراگانسِت به این ماهی «مامیچاگ» گفته می‌شود که به معنی «گله‌زی» است. همین نام در انگلیسی نیز به‌کار می‌رود.